# Hyalonema natalense
Hyalonema natalense är en svampdjursart som först beskrevs av Claude Lévi 1964.  Hyalonema natalense ingår i släktet Hyalonema och familjen Hyalonematidae. Inga underarter finns listade i Catalogue of Life.